# Naasón Joaquín García
Joaquín  García est un nom espagnol. Le premier nom de famille, en général paternel, est Joaquín ; le second, en général maternel, souvent omis, est García.
Naasón Merarí Joaquín García est un pasteur fondamentaliste chrétien non-trinitaire  mexicain, chef de la secte La Luz del Mundo (en) (La lumière du Monde). Il a été condamné en juin 2022 à seize ans et huit mois de prison pour des abus sexuels sur trois jeunes filles mineures en Californie.

## Biographie
Naasón Joaquín García est le chef de La Luz del Mundo (en) (La lumière du Monde), une secte fondamentaliste chrétienne non-trinitaire créée au Mexique en 1926 et qui revendique en 2022 5 millions d’adeptes dans le monde,,. Les membres de son église le considèrent comme le dernier apôtre du Christ.
À la suite d'un signalement, une enquête pour agressions sexuelles commence en 2018. En juin 2019, Naasón Joaquín García est arrêté à l’aéroport de Los Angeles. Selon le procureur de Californie il est accusé notamment de viol sur mineures, de diffusion d’oeuvres pédopornographiques et de trafic d’êtres humains. Ces crimes ont été commis entre 2015 et 2018 .
Après qu'il a plaidé coupable, il est condamné en juin 2022 à seize ans et huit mois de prison pour des abus sexuels sur trois jeunes filles mineures en Californie.